# Les Enquêtes de Vera
Pour les articles homonymes, voir Vera.
Les Enquêtes de Vera (Vera) est une série télévisée britannique créée par Elaine Collins d'après les romans policiers d'Ann Cleeves et diffusée entre le 1er mai 2011 et le 2 janvier 2025 sur ITV.
En France, la série est diffusée et rediffusée depuis le 12 janvier 2015 sur France 3 puis dès le 3 février 2024 sur C8. En Belgique, la série a été diffusée fin 2019 sur La Une et au Québec à partir du 19 septembre 2021 sur ICI Radio-Canada Télé.

## Synopsis
Au Royaume-Uni, Vera Stanhope (Brenda Blethyn) est une policière inspectrice-chef dans l'unité de police Northumberland & City Police. Obsédée par son travail et guidée par ses propres démons, elle mène l'enquête, épaulée par le sergent Joe Ashworth (saisons 1 à 4) puis par le sergent Aiden Healy (à partir de la saison 5).

## Distribution

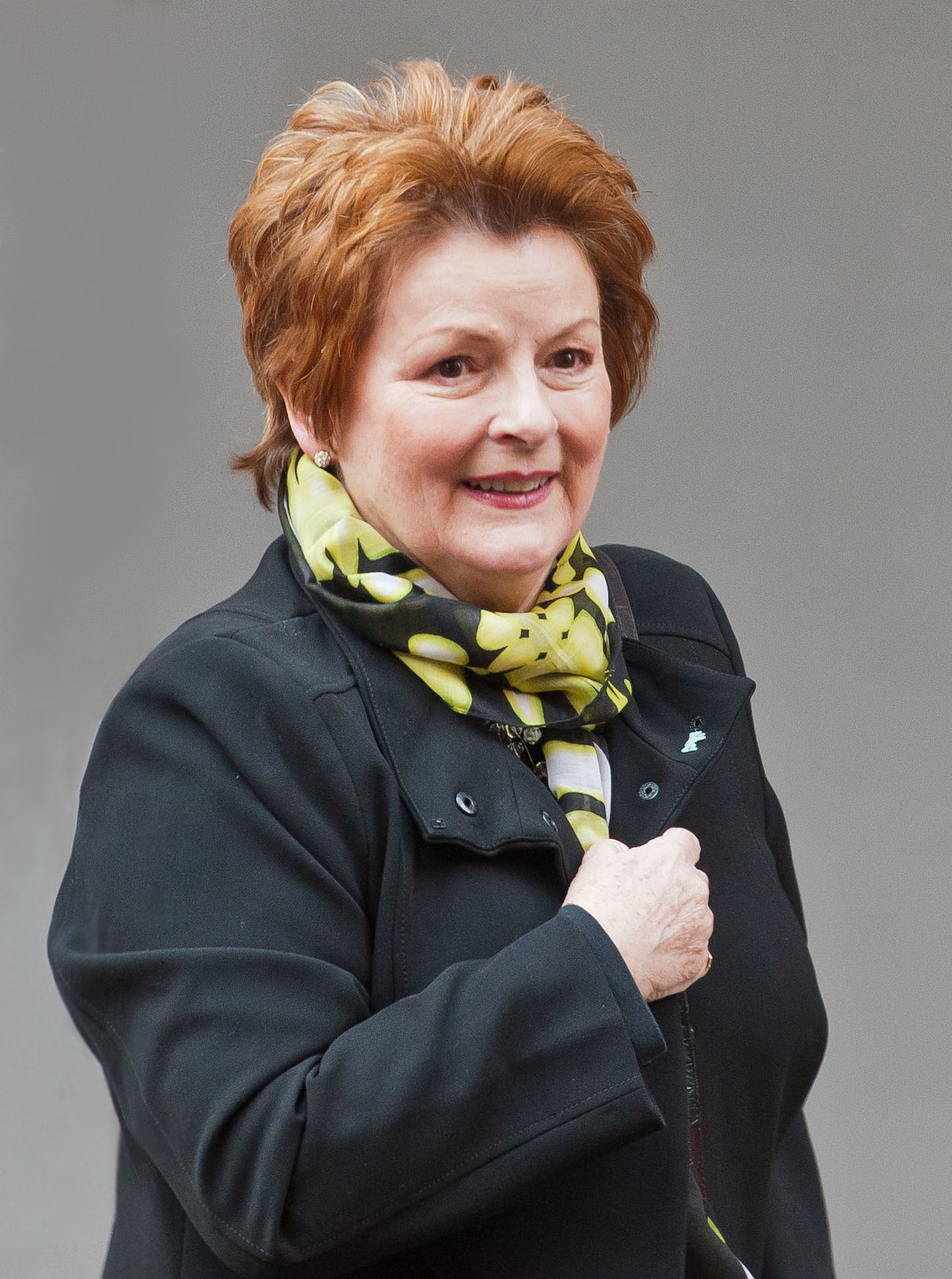
Brenda Blethyn, l'interprète du rôle-titre

- Brenda Blethyn (VF : Marie-Martine) : inspecteur Chef Vera Stanhope
- Kenny Doughty (VF : Mathias Kozlowski) : sergent Aiden Healy (2015 - 2023)
- David Leon (VF : Jérémy Prévost) : sergent Joe Ashworth (2011 - 2014, 2024 - 2025)
- Jon Morrison (en) (VF : Jean-Jacques Nervest) : agent de police Kenny Lockhart
- Cush Jumbo (VF : Aurélie Nollet) : agent de police Bethany Whelan (2012, 2015 - 2016)
- Wunmi Mosaku (VF : Pamela Ravassard) : agent de Police Holly Lawson (2011 - 2012)
- Clare Calbraith (VF : Julie Dumas) : agent de police Rebecca Shepherd (2012, 2013 - 2014)
- Kingsley Ben-Adir (VF : Mohad Sanou) : docteur Marcus Summer (2014 - 2018)
- Paul Kaye (VF : Patrick Noérie) : docteur Malcolm Donahue (2019)
- Paul Ritter (VF : Gérard Darier) : docteur Billy Cartwright (2011 - 2013)
- Riley Jones (VF : Pascal Grull) : agent de police Mark Edwards
- Sonya Cassidy (VF : Armelle Gallaud) : Celine Ashworth (2012 - 2014)
- Noof Ousellam (VF : Stéphane Ronchewski) : agent de police Hicham Cherradi (2016 - 2017)
- Sarah Kameela Impey : docteur Paula Bennett (2024 - 2025)
- Rhiannon Clements : agent de police steph duncan (2024 - 2025)
- Shobna Gulati : chef superintendant Khalon (2025)
- Cathy Tyson : Kath Olivier (2025)

 Source et légende : version française (VF) sur RS Doublage et DSD

### Vera Stanhope

#### Enfance et jeunesse
Vera est la fille d'un braconnier ornithologue, obsédé par les œufs d'oiseaux. Elle perd sa mère d'un cancer à l'âge de 10 ans. Adolescente rebelle, Vera est éduquée dans un pensionnat tenu par des religieuses anglicanes. Vera assure cependant qu'il n'y a « aucun Être Suprême » au-dessus de sa tête.
En 1984 sous le gouvernement de Margaret Thatcher, Vera est une jeune recrue. Pendant la Grève des mineurs britanniques de 1984-1985, elle travaille sous les ordres de John Warrick. La jeune policière a été fiancée à un certain Peter, décédé dans des circonstances inconnues.

#### Famille et proches
Dans le premier épisode de la saison 1, l'inspectrice en chef répand dans la mer du Nord les cendres de son père. « Je l'ai fait ici parce que c'est là que nous avions répandu les cendres de ma mère » explique-t-elle à son adjoint. Vera entreprend de nettoyer et vider la vieille maison paternelle au milieu de la lande, pour s'y installer.
Elle découvre des affaires ayant appartenu à la deuxième compagne de son père. Des vêtements de bébé suggèrent que cette femme, désormais en maison de retraite, aurait eu un enfant dont Vera ne savait rien. L'héroïne aurait donc une demi-sœur d'environ vingt-cinq ans sa cadette, mais elle refuse de chercher à en savoir plus.
Dans la saison 6, sa subordonnée l'agent de police Bethany Whelan (Cush Jumbo) meurt assassinée. Bethany recevra une médaille posthume pour acte de courage. Ce drame pousse Vera à montrer davantage ses émotions personnelles au travail. Elle réconforte ainsi l'agent de police Mark Edwards (Riley Jones (en)) qui se reproche la mort de sa collègue.

#### Caractère et personnalité
Vera a tendance à bousculer ses subordonnés, ce qui pousse l'agent Holly Lawson (Wunmi Mosaku) à demander sa mutation. Vera envoie notamment des piques à l'agent Kenny Lockhart (Jon Morrison (en)), un de ses plus anciens collaborateurs et ami fidèle. Kenny a été marié et divorcé deux fois. Sa réputation d'homme à femmes est un sujet de plaisanteries pour toute la brigade.
Du genre « rentre-dedans », Vera conduit un vieux Land Rover Defender hérité de son père. Elle n'hésite pas à dormir dedans à l'occasion. L'inspectrice en chef n'aime pas « être dorlotée » par son entourage. Ce comportement désespère son adjoint, qui s'inquiète pour sa santé. Vera préfère toujours un verre d'alcool en solitaire à un repas du soir en famille chez Joe.

### Sergent puis Inspecteur Joe Ashworth
Joe Ashworth (David Leon) est un jeune homme optimiste, dont les opinions tranchent souvent avec le pessimisme bourru de sa chef. Il a épousé son amour de lycée, Céline (Sonya Cassidy ). La jeune épouse est une mère au foyer modèle, qui regrette que son mari soit accaparé par son travail.
Elle surnomme Vera « Mussolini », ce qui ne l'empêche pas de l'inviter régulièrement à dîner (saisons 2 à 4). Joe et Céline sont catholiques pratiquants. Ils ont trois enfants, deux filles et un garçon. L'aînée s'appelle Jessie. Vera assistera à sa première communion. Dans la saison 4, Jessie sera témoin d'un meurtre.
Il revient dans la saison 13 avec le grade d'inspecteur au centre de formation de la police. Il est dans le premier épisode observateur, puis dès le deuxième épisode réintègre l'équipe de Vera.

### Sergent Aiden Healy
Dans la saison 5, Joe Ashworth est remplacé par le sergent Aiden Healy (Kenny Doughty). Vera explique à son nouveau partenaire : « Joe a eu une promotion, avec une belle maison en centre-ville. Il va avoir une troisième fille. » Aiden Healy a quatre sœurs. Il en « héberge deux à la maison ». Avant d'être muté à la brigade criminelle sous les ordres de Vera, il travaillait pour la brigade des stupéfiants.
Il avoue à Vera avoir un jour tué un dealer avec son arme de service, en état de légitime défense. Cet accident lui a valu « une enquête interne de 18 mois sur le dos ». Depuis, il souffre d'insomnies et ne dort qu'avec des somnifères. Dans la saison 6, Aiden se fiance avec sa petite amie Charlie qui est enceinte. Elle accouche d'un fils, Max.
Dans le premier épisode de la saison 13, Vera indique qu'Aiden a obtenu une mutation en Australie, où vit la soeur de sa femme. Il est remplacé par Joe Ashworth de retour avec le grade d'inspecteur.

## Fiche technique
- Titre original : Vera
- Titre français : Les Enquêtes de Vera
- Création : Elaine Collins d'après les romans d'Ann Cleeves
- Réalisation : Adrian Shergold (pilote)
- Scénariste : Paul Rutman, Martha Miller, Steve Coombes,Marston Bloom, Gaby Chiappe, Colin Teevan et Stephen Brady
- Directeur artistique :
- Décors : Kate Evenden
- Costumes : Mary-Jane Reyner
- Photographie : David Odd BSC
- Montage : Tania Reddin
- Musique : Ben Bartlett
- Casting : Rachel Freck
- Production : Veronica Castillo
- Production exécutive : Kate Bartlett et Kate Lewis
- Sociétés de production : ITV studios
- Sociétés de distribution (télévision) : ITV studios
- Pays d'origine :  Royaume-Uni
- Langue originale : anglais
- Format : Couleur
- Genre : Policier
- Durée : 90 minutes

Source : Allociné

## Épisodes

### Saison 1 (2011)
1. Des vérités cachées (Hidden Depths) - Avec Murray Head dans le rôle de Peter Calvert.
2. Morts sur la lande (Telling Tales)
3. Le Piège à corbeaux (The Crow Trap)
4. Sauvé des eaux (Little Lazarus)

### Saison 2 (2012)
1. La Position du fantôme (The Ghost Position)
2. Voix silencieuses (Silent Voices)
3. Le Bon Samaritain (A Certain Samaritan)
4. Les Démineurs (Sandancers)

### Saison 3 (2013)
1. Des châteaux en Espagne (Castles in the Air)
2. La Fillette sous les décombres (Poster Child)
3. Les Jeunes Dieux (Young Gods)
4. Le Fils prodigue (Prodigal Son)

### Saison 4 (2014)
1. À une amie blessée (On Harbour Street)
2. Un secret de famille (Protected)
3. Le Baptême du sang (The Deer Hunters)
4. Mort d'un père de famille (Death of a Family Man)

### Saison 5 (2015)
1. Le Feu de la rancune (Changing Tides)
2. De vieilles blessures (Old Wounds)
3. Eaux troubles (Muddy Waters)
4. Les Liens du sang (Shadows in the Sky)

### Saison 6 (2016)
1. Une vie sous silence (Dark Road)
2. L'Homme des cavernes (Tuesday's Child)
3. Chasseurs de papillons (The Moth Catcher)
4. L'Adieu en mer (The Sea Glass)

### Saison 7 (2017)
Le 21 février 2016, la chaîne ITV a commandé une septième saison pour une diffusion en mars 2017.
1. Sélection naturelle (Natural Selection)
2. L'Ange noir (Black Angel)
3. Des révélations qui dérangent (Broken Promise)
4. Une prison de terre (The Blanket Mire)

### Saison 8 (2018)
1. Du sang et des os (Blood and Bone)
2. Sortie de route (Black Ice)
3. Fille de personne (Home)
4. Un garçon solitaire (Darkwater)

### Saison 9 (2019)
1. Angle mort (Blind Spot)
2. Parasite (Cuckoo)
3. Trois sœurs (Cold River)
4. Une histoire ancienne (The Seagull)

### Saison 10 (2020)
En raison de bons résultats d'audience, les Enquêtes de Vera ont été renouvelées pour une dixième saison, début mars 2019, peu de temps après la fin de la diffusion de la neuvième saison en Grande-Bretagne. Le tournage a commencé en avril 2019 pour une diffusion en 2020 en Grande-Bretagne et à partir du 8 novembre 2020 en France.
1. Le testament du sang (Blood Will Tell)
2. Parent inespéré (Parent Not Expected)
3. Pas si propre (Dirty)
4. Pari perdant (The Escape Turn)

### Saison 11 (2021)
Une saison 11 composée de six épisodes est en cours de tournage en 2021. ITV a diffusé les deux premiers épisodes en Grande-Bretagne en août et septembre 2021 et en France cet automne 2021. Mais les fans seront déçus, car les quatre autres ne sont prévus que pour 2022. La RTBF (Belgique) diffuse les épisodes 3 et 4 en mars 2022, 5 et 6 en juin 2022.
1. Le témoin idéal (Witness)
2. La voie de la guérison (Recovery)
3. De mère en fils (Tyger Tyger)
4. À vol d'oiseau (As The Crow Flies)
5. Urgence médicale (Vital Signs)
6. Au gré du vent (The Way the Wind Blows)

### Saison 12 (2023)
1. À contre-courant (Against the Tide)[20]
2. Un homme d'honneur (For the Grace of God)
3. Au nom de la loi (Blue)
4. Une soirée funeste (The Darkest Evening)
5. Marée montante (The Rising Tide)

### Saison 13 (2024)
Le sergent Aiden Healy (Kenny Doughty) disparaît de la distribution dans la saison 13. Vera indique qu'Aiden a obtenu une mutation en Australie, où vit la soeur de sa femme. 
Joe Ashworth (David Leon) revient dans la saison 13 avec le grade d'inspecteur au centre de formation de la police. Il est dans le premier épisode observateur, puis dès le deuxième épisode réintègre l'équipe de Vera. 
1. Délit de fuite (Fast love)[21]
2. La seconde fille (Tender)
3. Une affaire familiale (Salt & Vinegar)